# Miranshah
Miranshah (Urdu:میران شاہ) er en by i Nord-Waziristan i Pakistans Føderalt Administrerede Stammeområder (FATA). Den rummer en flygtningelejr for internt fordrevne afghanere fra Sovjets invasion af Afghanistan.